# Caparaonia itaiquara
Caparaonia itaiquara là một loài thằn lằn trong họ Gymnophthalmidae. Loài này được Rodrigues, Cassimiro, Pavan, Curcio, Kruth Verdade & Machado Pellegrino, mô tả khoa học đầu tiên năm 2009.